# Steve Schroyder
Steve Schroyder (* 29. April 1950 in Stadtoldendorf) ist ein deutscher Komponist und Musiker. Er ist gelernter Orgelbauer.

## Leben
Schroyder gilt als einer der Pioniere der Elektronischen Musik. Anfang der 1970er entdeckte er den Synthesizer als sein bevorzugtes Instrument, zunächst in Berlin bei Tangerine Dream auf den LPs Alpha Centauri (1971) und Zeit (1972). Mit Ash Ra Tempel und Timothy Leary wirkte er 1972 an der LP Seven Up mit. 1980 gründete er mit Gene Gross die Gruppe Augenstern. Im Studio wurde zunächst die Produktion Strahlen (MC 1986) eingespielt. Durch das Studium harmonikaler Strukturen in der Natur entstand die Idee einer Pflanzenmusik, die erstmals anlässlich der Freiburger Landesgartenschau aufgeführt wurde und 1987 auf MC (Musikkassette) Blütenklang veröffentlicht wurde. Eine Auswahl der beiden Produktionen erschien 1991 beim dänischen Label Foenix Musik auf der CD Best of Augenstern.
1987 begegnete Steve Schroyder dem Harmoniker und Musikforscher Hans Cousto und lernte das Gedankengut der Kosmischen Oktave kennen: Musik die nach Planetentönen gestimmt und komponiert wird. Dies entsprach Schroyders Suche nach Möglichkeiten, Musik im Einklang mit der Natur des Kosmos zu verwirklichen. Eine Folge dieser Begegnung war die 1990 erschienene CD Klänge Bilder Welten eine Vertonung der verschiedenen Erd- und Mondschwingungen. 1992 kam als Folgewerk der Zusammenarbeit mit Hans Cousto die CD Sun – Spirit of Cheops heraus, eine musikalische Umsetzung der mathematischen Strukturen der Cheopspyramide auf der Basis des Sonnentones. Die beiden letztgenannten Alben sind 2006 bei Planetware Records wieder erschienen.
1993 erschien in Zusammenarbeit mit Hans Cousto, Christian Rätsch und Jens Zygar eine Horoskopvertonung des astronomischen Zeitpunktes der Entdeckung des LSD durch Albert Hofmann auf der CD Acid Test – Hommage a Albert. Den Trommler und Gongspieler Jens Zygar lernte Schroyder bereits 1989 kennen und gründete mit ihm das Star Sounds Orchestra (SSO). Ihr erstes Album Planets war der Start einer Reihe von Produktionen mit planetarisch gestimmten Kompositionen. Es folgten die CDs Phantastische Phänomene (der Soundtrack zur Sat.1-Serie) und Kosmophonon. Mit diesen Alben und bei zahlreichen Konzert-Auftritten ist das SSO zunächst in der New Age und Esoterik Szene bekannt geworden.
Ein 7-Stunden-Konzert im Megatripolis-Club in London knüpfte den Kontakt zur Techno-Szene. Die ambienten Sphärenklänge wurden in weiterer Folge in den ChillOut-Arealen der großen Raves und Partys bekannt und beliebt. Der intensive Kontakt mit der DJ-Szene insbesondere aus dem Psytrance inspirierte und veränderte den SSO-Sound deutlich. 1997 und 1998 erschienen bei Spirit Zone Records die beiden Alben Psy Force und Ooz und 2004 in England bei Millennium Records das Doppel-Album Music For Qigong Dancing. Die Vokalistin Irina Mikhailova schloss sich 2003 dem SSO an. Mit ihr entwickelte sich das SSO zu einer Spezialistenband für Eröffnungskonzerte auf Festivalbühnen weltweit. Anfang 2006 gründete Schroyder zusammen mit Fritz Dobretzberger das Musiklabel Planetware Records mit der Maxi-CD Let’s Mozart von Star Sounds Orchestra featuring Blue Violin als erstem Release.
2014 spielte Schroyder anlässlich der 100-Jahr-Feier des Schöneberger Rathauses in Berlin zusammen mit Wolfram Spyra, B.Ashra, Rainer von Vielen und Udo Leis auf dem „Glockenklang“-Event.
2014 erfolgte die Gründung der Gruppe Dream Control, bestehend aus Steve Schroyder und Zeus B. Held, dem ehemaligen Mitglied von Birth Control. Nach einer Reihe von Konzerten erschien 2017 ihr Debütalbum Zeitgeber.
2015 beendeten Schroyder und Zygar ihre Zusammenarbeit. Star Sounds Orchestra, nunmehr bestehend aus Mikhailova und Schroyder, benannte sich um in Star Sound Kontinuum.

## Diskographie (Auswahl)
Mitwirkung
- Alpha Centauri Tangerine Dream 1971
- Zeit Tangerine Dream 1972
- Seven Up Ash Ra Tempel 1972
- Best Of Augenstern Augenstern 1991
- Planets Star Sounds Orchestra 1991
- Phantastische Phänomene Star Sounds Orchestra 1992
- Kosmophonon Star Sounds Orchestra 1992
- Hommage A Albert Acid Test 1993
- Inter Planetary Ambience Star Sounds Orchestra 1995
- Skydancing - A Call To Bliss Margo Anand, Steve Schroyder, Vinit Allen 1995
- Apoldaer Weltglockengeläut Various Artist 1999
- Psy Force Star Sounds Orchestra 1997
- Ooz Star Sounds Orchestra 1999
- Mojave 2003 Ricochet Gathering 2003
- Music For Qigong Dancing Star Sounds Orchestra 2004
- Let´s Mozart Star Sounds Orchestra feat. Blue Violin 2006
- Magical Mind Scarecrew 2006 / 1975
- ‘Gaiatron Cosmic Octave Orchestra 2011
- Qigong Dancing Steve Schroyder & Alienvoices 2012
- Venus Transit Star Sounds Orchestra 2014
- Zeitgeber Dream Control 2017

Soloalben
- Klänge Bilder Welten 1990 / 2006
- Sun - Spirit Of Cheops 1992 / 2006
- Klänge Des Lebens2007